# Watari Handa
Watari Handa (半田 亘理?, Handa Watari; Prefettura di Fukuoka, 22 agosto 1911 – 1948) è stato un aviatore e militare giapponese, che fu un asso dell'aviazione da caccia della Dai-Nippon Teikoku Kaigun Kōkū Hombu, il servizio aeronautico della Marina imperiale giapponese, durante la seconda guerra sino-giapponese e la seconda guerra mondiale. È accreditato dell'abbattimento individuale di 13 velivoli nemici, oltre a 2 probabili.

## Biografia

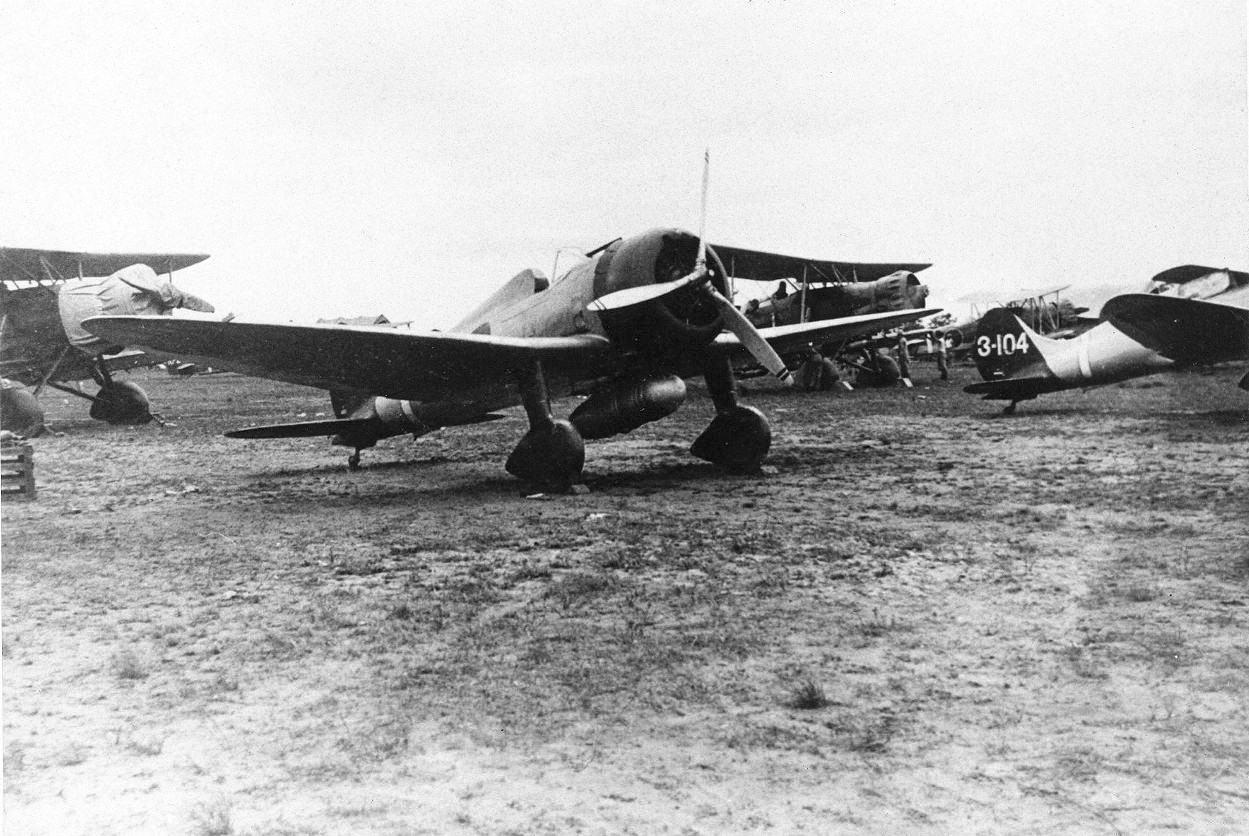
Un esemplare di caccia Mitsubishi A5M2b fotografato a terra.

Nacque nella Prefettura di Fukuoka l’11 agosto 1911, e si arruolò nella Marina imperiale giapponese nel 1928, servendo per i successivi cinque anni come marinaio. Ammesso a frequentare la scuola di volo, conseguì il brevetto di pilota militare nel marzo 1933. Assegnato al Dai-Nippon Teikoku Kaigun Kōkū Hombu entrò a far parte del gruppo aereo della portaerei Ryujo e quindi operò sulle basi aeree terrestri di Ōmura e Yokosuka. Partecipò alle operazioni aeree durante la seconda guerra sino-giapponese a partire dall’agosto 1937,  imbarcato sulla portaerei Kaga. Conseguì la sua prima vittoria aerea volando a bordo di un caccia Mitsubishi A5M il 9 settembre dello stesso anno, abbattendo su Shangai un caccia Curtiss Hawk, e poi, undici giorni dopo, tre velivoli nemici su Nanchino. Nel giugno 1938 fu trasferito al 15° Kokutai, operante da basi terrestri, ritornando in combattimento nell’area di Nanchang. Nel novembre dello stesso anno terminò il suo secondo ciclo operativo con all’attivo 6 vittorie confermate e 9 in compartecipazione, e promosso aspirante fu trasferito a Tsichuara, in Giappone, per svolgere attività di istruttore.
Nel novembre 1940 fu promosso al grado di sottotenente di vascello, assegnato alla riserva, da mobilitarsi in servizio attivo in caso di guerra. Nel febbraio 1942, all'età di trenta anni, fu trasferito in forza al Gruppo aereo Tainan (Tainan Kōkūtai) partecipando alla campagna delle Indie orientali olandesi, per poi trasferirsi sulla base avanzata di Rabaul. Stabilitosi a Rabaul il Tainan Kōkūtai prese ad alternarsi tra il campo d’aviazione di Rabaul e quello di Lae.
Il 13 maggio chiese a Saburō Sakai, di cui Toshiaki Honda era il fedele gregario, di avere quest’ultimo come compagno durante un'incursione sull'aeroporto di Port Moresby. Nonostante le proteste di Honda, Sakai gli ordinò di partire, e una volta giunti sopra l'obiettivo la pattuglia dei 3 Mitsubishi A6M Zero si scontrò con sette caccia Bell P-39 Airacobra in forza al 36° Fighter Squadron. Il capitano Paul G. Brown e il tenente Elmer F. Ghram presero l’aereo di Honda in un fuoco incrociato e il caccia giapponese esplose, causando la morte del pilota.
Minato nel morale a causa della perdita di Honda, egli non si riprese mai totalmente, e quando gli fu diagnosticata la tubercolosi chiese, ed ottenne, di rientrare in Giappone alla fine del 1942. Non ritornò mai più in combattimento, e dopo la resa del Giappone aveva al suo attivo 13 vittorie confermate e 2 probabili. Si spense nel 1948, rimpiangendo  sempre la morte di Honda.

### Annotazioni
1. ↑  Sul letto di morte disse alla moglie: Ho combattuto coraggiosamente tutta la mia vita, ma non potrò mai perdonarmi per aver perso il gregario di Sakai a Lae.

### Fonti
1. 1 2 3 4 5 6 7 8 9 10 11 12 13 14 15  Hata, Izawa, Shores 2013, p. 270.
2. ↑  Hata, Izawa, Shores 2013, p. 387.
3. 1 2 3  Sakaida 2012, p. 21.
4. 1 2  Sakaida 2012, p. 22.